# Chinazi

Bandeira chinazi utilizada pelos manifestantes nos protestos em Hong Kong em 2019–2020, onde se mistura a suástica nazista com a bandeira da República Popular da China

Chinazi é um termo pejorativo utilizado como símbolo de protesto por alguns setores do movimento democrático chinês e de Taiwan para referir-se às autoridades do governo chinês, ao Partido Comunista da China e inclusive ao regime político da República Popular da China, como forma de crítica pelas violações dos direitos humanos na China continental.

## Descrição geral
Utilizado com frequência pelos dissidentes na China Continental, especialmente do Movimento Democrático Chinês, os independentistas taiwaneses e os opositores à aplicação da Lei de Segurança Nacional de Hong Kong e aos campos de internamento de Xinjiang, que são considerados políticas de violação às liberdades e direitos da população chinesa.

## História
Segundo um documento de 2010 do acadêmico australiano James Leibold, o termo Chinazi tem origem na anglosfera, existindo no mínimo desde 2005, e foi utilizado originalmente pelos usuários de um foro de discussão dedicado à cultura asiática, numa seção onde criticavam o nacionalismo chinês característico do PCCh.
Em 2012, com a ascensão ao poder do Secretário-Geral do Comitê Central do Partido Comunista da China, Xi Jinping, à presidência chinesa, as comparações entre a Alemanha nazista e a República Popular da China surgiram em redes sociais asiáticas a partir do perfil do secretário do PCCh. A Academia de Ciências Sociais do Vietnã declarou que "em 2014, dentro das comunidades de produtos e em linha, duas novas palavras se tornaram amplamente utilizadas: chinazi e chinazismo, que se referem à prática do novo estilo nazista da China".

## Ativismo

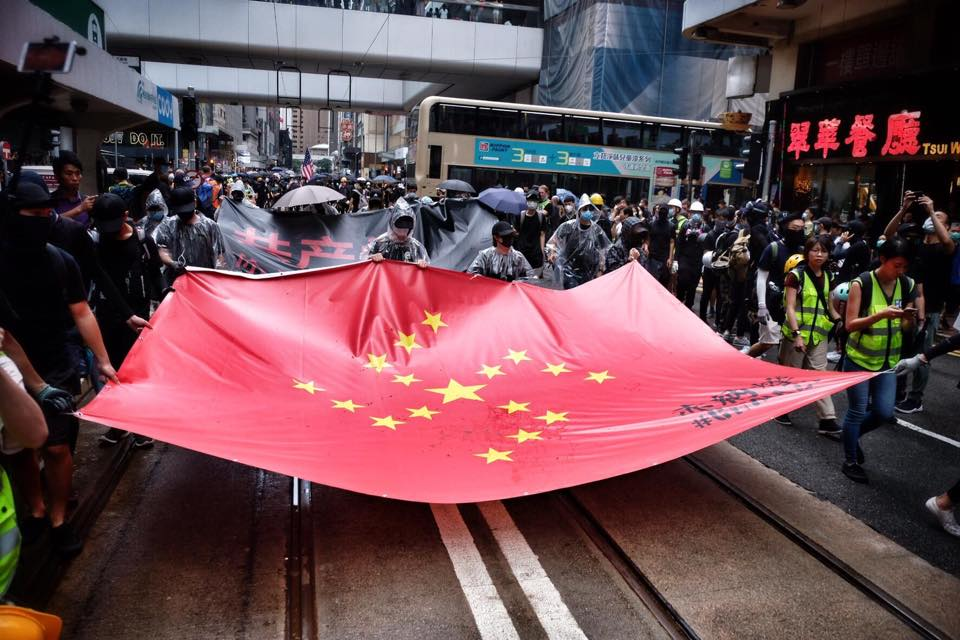
Protestos em Hong Kong em 2019–2020 com a bandeira chinazi.

Em 2018, o escritor exilado de origem chinesa Yu Jie publicou seu livro China nazista, que descreve o surgimento de uma similaridade cada vez mais tangível das políticas do PPCh aplicadas desde os anos 2010 na China com as aplicadas pelo nazismo na Alemanha dos anos 1930. O termo chinazi deixou de ser apenas um jargão de fóruns de conspiração — que falavam sobre o colapso da ordem mundial pós-Segunda Guerra Mundial pelo surgimento da China como superpotência — para tornar-se um símbolo de protesto dos ativistas pró-democráticos contra a repressão dos direitos humanos por parte do Governo Chinês. Nesse mesmo ano, autoridades de toda a China tomaram, à força, igrejas e cruzes, o que obrigou seguidores do cristianismo a abandonar sua fé. Alguns sacerdotes criticaram o ocorrido como uma reprodução da tragédia da perseguição aos católicos por parte dos nazistas em 1934.
Em 2019, durante os protestos em Hong Kong em 2019–2020 contra a Lei de Segurança Nacional, manifestantes descreveram ao Partido Comunista da China como os nazistas chineses; esse acontecimento também recebeu mais atenção internacional. Outros manifestantes honcongueses afirmaram que a Revolução Cultural nos anos 1960 e a repressão aos Protestos da Praça Tiananmen em 1989 estavam associados à doutrina de Adolf Hitler.